# 角田勝次
角田 勝次（つのだ かつじ、1943年9月28日 - 2011年2月14日）は、昭和時代の日本のバスケットボール選手。現明治大学女子バスケットボール部コーチ。

## 出身地
- 群馬県吾妻郡東吾妻町（旧・吾妻町）

## 学歴
- 群馬県立高崎工業高等学校
- 明治大学

## エピソード
- 2m近い長身で、電車の網棚にのせた荷物を座ったままとれたという
- 明治大学に進学、主力選手として活躍。全日本学生選手権優勝などの実績を残す
- 1960年代を代表する日本のトッププレーヤーとして活躍
- 1964年、東京オリンピックに日本代表として出場。日本は10位に入った
- 現役引退後、明治大学女子バスケットボール部のコーチとして後進の指導にあたった。